# Marívi González
María Victoria González Laguillo (Mexico-stad, 27 december 1961) is een Spaans hockeykeepster.
González werd in met de Spaanse ploeg 1992 in eigen land olympisch kampioen.

## Erelijst
- 1990 – 5e Wereldkampioenschap in Sydney
- 1991 - 6e Champions Trophy Berlijn
- 1992 –  Olympische Spelen in Barcelona
- 1996 – 8e Olympische Spelen in Atlanta